# Simon Woolley
Pour les articles homonymes, voir Woolley.
Simon Andrew Woolley, baron Woolley de Woodford, (né le 24 décembre 1961) est un militant politique pour l'égalité. Il est le fondateur et directeur de l'Opération Black Vote et administrateur de l'association caritative Police Now. Woolley est membre crossbencher de la Chambre des lords depuis octobre 2019. Il est président du groupe consultatif de l'unité de disparité raciale du Gouvernement du Royaume-Uni jusqu'en juillet 2020. En mars 2021, il est nommé directeur du Homerton College de Cambridge,.

## Jeunesse et éducation
Woolley est né à Leicester le 24 décembre 1961 et est élevé par ses parents adoptifs Phillis et Dan Fox,. Il grandit sur le domaine de St Matthew. Les parents adoptifs de Woolley ont accueilli un certain nombre d'autres enfants pendant son enfance, Dan Fox est décédé quand Woolley avait quatorze ans.
Woolley quitte l'école sans A-Levels et commence sa vie professionnelle dans un apprentissage comme mécanicien automobile. Il s'installe à Londres à l'âge de dix-neuf ans et passe quatre ans dans la publicité pour The Rank Organisation à Wardour Street, avant d'étudier l'espagnol et la politique à l'Université du Middlesex. Au cours de ses études, Woolley passe du temps au Costa Rica et en Colombie  et obtient une maîtrise ès arts en littérature hispanique à l'Université Queen Mary de Londres.

## Carrière
Woolley s'engage dans la politique britannique en rejoignant le groupe de campagne Charter 88. Il commence à rechercher l'impact potentiel d'un vote noir, qui, selon Woolley, pourrait influencer les résultats électoraux dans les sièges marginaux,. Ces résultats encouragent Woolley à lancer l'opération Black Vote en 1996. Operation Black Vote lance des campagnes d'inscription des électeurs, une application pour inspirer et informer les personnes noires et ethniques minoritaires (BME) et travaille avec Saatchi & Saatchi sur une campagne publicitaire pro bono. Woolley s'efforce également de responsabiliser les communautés et d'intégrer une meilleure éducation politique dans le programme scolaire. La Fondation Esmée Fairbairn estime que les efforts de Woolley ont encouragé des millions de personnes à voter. Une grande partie de son travail consiste à développer les talents civiques et politiques de BME : la ministre de l'Intérieur de l'époque, Theresa May, déclare dans un discours à Westminster en 2016, « Aujourd'hui, nous célébrons un nombre record de députés BME au parlement - 41. La politique britannique et la société britannique bénéficient grandement lorsque nous pouvons utiliser le vivier de talents de la diversité.
Woolley est commissaire de la Commission pour l'égalité et les droits de l'homme,. En 2008, le Government Equalities Office publie le rapport de Woolley Comment parvenir à une meilleure représentation politique du BME. Il est nommé à la Commission des égalités en 2009. Il lance deux enquêtes gouvernementales, dont REACH, qui vise à lutter contre l'aliénation de la jeunesse noire, et travaille avec Harriet Harman sur la représentation politique des femmes noires et des minorités ethniques. Il travaille avec Bernie Grant, Al Sharpton, Naomi Campbell et Jesse Jackson sur des campagnes populaires mettant en évidence la discrimination raciale.
En 2017, Operation Black Vote, le journal Guardian et Green Park Ltd lancent Color of Power, à ce jour, l'examen le plus approfondi de la composition raciale des principaux emplois britanniques dans 28 secteurs qui dominent la société britannique. Les résultats sont publiés dans The Guardian : « À peine 3% des personnes les plus puissantes et les plus influentes de Grande-Bretagne sont issues de groupes ethniques noirs et minoritaires, selon une nouvelle analyse large qui met en évidence des inégalités surprenantes malgré des décennies de législation pour lutter contre la discrimination ».
Il appelle, en 2019, à une plus grande diversité des conseillers locaux, après qu'il soit apparu que des 200 conseillers du Gloucestershire du Sud, Bath et North East Somerset et North Somerset, aucun n'est d'origine noire, asiatique ou ethnique minoritaire. En mai 2019, Woolley et Operation Black Vote lancent une étude sur plus de 130 autorités locales clés, soulignant le manque de représentation de BME. Dans plus d'un tiers de ces autorités locales, dont beaucoup ont des populations BME importantes, il n'y a pas ou juste un seul conseiller BME.
Avec les anciens conseillers de Downing Street Nick Timothy et Will Tanner, Woolley est considéré comme l'inspiration et l'un des architectes de la Race Disparity Unit du gouvernement du Royaume-Uni, et est conseiller du président. Il travaille avec la Fondation Open Source sur leurs projets de politique mondiale en matière de drogues. Il obtient un financement de 90 millions de livres sterling pour encourager les jeunes défavorisés à travailler. Lorsque l'opération Black Vote commence, il y a quatre membres noirs ou ethniques minoritaires au parlement, en 2019, il y en a plus de 50. 

## Prix et distinctions
Woolley est inclus dans la Powerlist chaque année depuis 2012,. Il est sélectionné comme l'une des personnes les plus influentes par l'Evening Standard. En 2010 et 2011, il est sélectionné comme l'une des 100 personnes les plus influentes du Daily Telegraph. En 2012, il reçoit un doctorat honorifique pour ses efforts en faveur de l'égalité de l'Université de Westminster.
Woolley est fait chevalier (Kt) dans les honneurs d'anniversaire 2019 pour ses services à l'égalité raciale.
Woolley est nommé pour une pairie à vie en tant que Crossbencher à la Chambre des lords par le Premier ministre Theresa May dans sa liste d'honneurs de démission de 2019. Il est créé baron Woolley de Woodford dans le Borough londonien de Redbridge, le 14 octobre 2019. Il siège au Lord's Youth Unemployment Committee depuis le 28 janvier 2021.